# Montefranco
Montefranco település Olaszországban, Terni megyében. Lakosainak száma 1254 fő (2023. január 1.). Montefranco Arrone, Ferentillo, Spoleto és Terni községekkel határos.

## Népesség
A település népessége az elmúlt években az alábbi módon változott:
| Lakosok száma | 1284 | 1304 | 1254 |
|               | 2017 | 2018 | 2023 |